# Walter Lim A Po

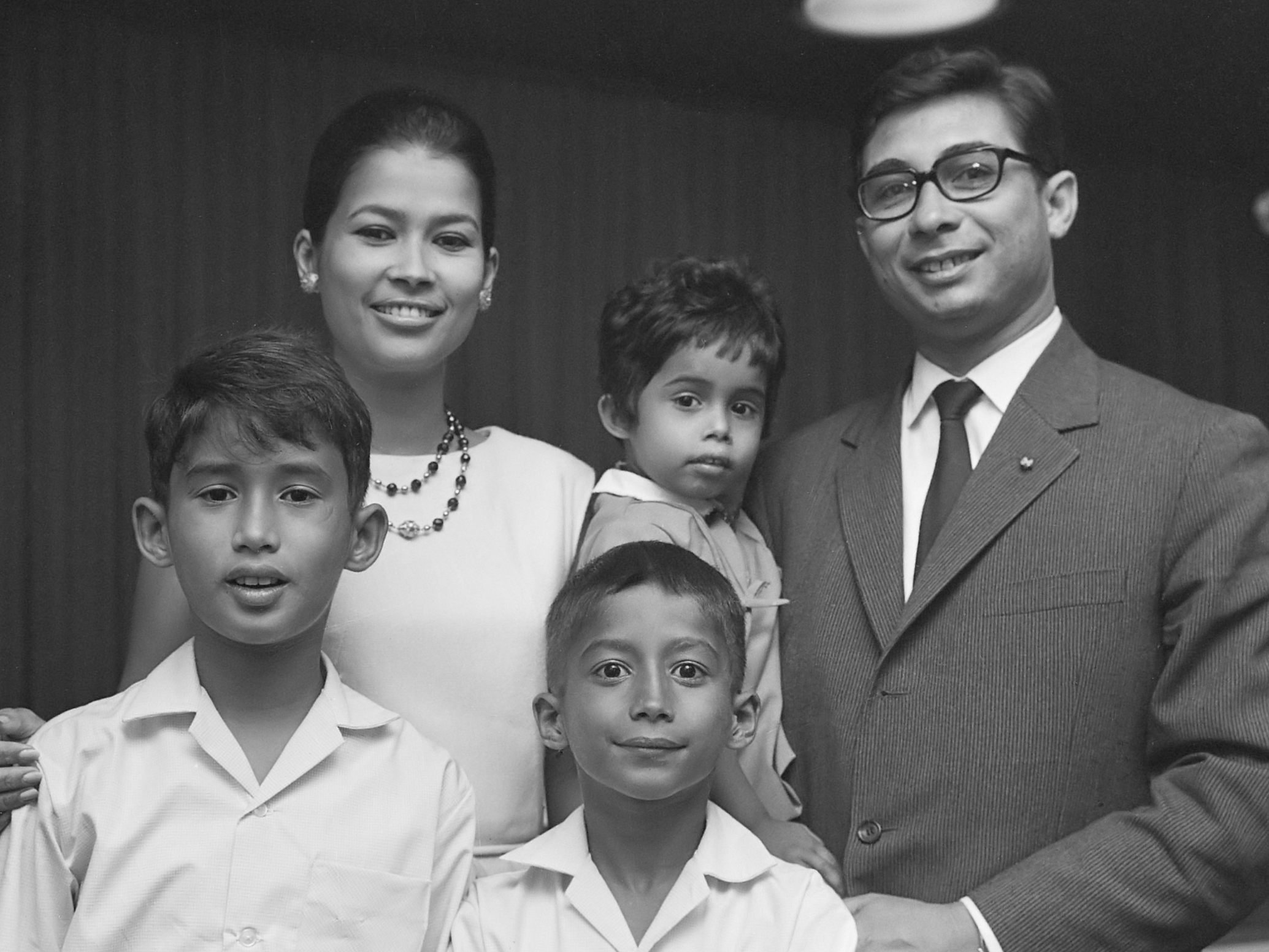
Walter Lim A Po met gezin (1968)

Walter Lim A Po (Paramaribo, 1 september 1929) is een Surinaams jurist, politicus en diplomaat.

## Biografie
Lim A Po werd geboren als zoon van de praktizijn (advocaat) F.H.R. Lim A Po (1900-1957). Na de Hendrikschool (mulo) vertrok hij naar Nederland waar hij naar de HBS ging en vervolgens het staatsexamen gymnasium haalde. Rond 1949 ging hij aan de Rijksuniversiteit Leiden rechten studeren. Na daar in 1953 te zijn afgestudeerd keerde hij terug naar Paramaribo waar hij min of meer in navolging van zijn vader advocaat werd.
In 1958 werd hij namens de Nationale Partij Suriname (NPS) gekozen tot lid van de Staten van Suriname. Eerder was zijn vader statenlid en voorzitter van de Staten geweest. Zelf was hij ondervoorzitter van de Staten toen hij in juli 1968 benoemd werd tot Gevolmachtigd minister van Suriname in Nederland. In deze functie ontving hij op 29 november 1968 van Prinses Beatrix  en Prins Claus een deel van het geld dat het echtpaar als nationaal huwelijksgeschenk had gekregen.
Op 1 januari 1970 werd hij opgevolgd door J.D.V. Polanen waarna hij net als zijn voorgangers R.H. Pos, S.D. Emanuels en J.F.E. Einaar na afloop van die functie ging werken bij de Nederlandse diplomatieke dienst. Hoewel zijn contract nog 3 jaar doorliep vroeg hij in april 1971 per 1 juli ontslag aan als diplomaat om daarna in Suriname weer als advocaat te gaan werken. Dit omdat zijn werkzaamheden op de Nederlandse ambassade in Bonn hem niet bevielen en hij er geen verantwoordelijkheid had.
Hij werd in 1973 voorzitter van de Surinaamse Tennis Bond.
Lim A Po maakt deel uit van de Grondwetscommissie en de Commissie Westelijke Grens.

## Broers
Zijn oudere broer Freddy (1927) studeerde min of meer tegelijkertijd met Walter aan de Leidse universiteit maar dan geneeskunde waarna deze later internist werd en van 1966 tot 1983 Geneesheer Directeur was van 's Lands Hospitaal in Paramaribo. Zijn jongere broer Hans Rudolf was net als Walter advocaat in Paramaribo. Hij richtte op 9 maart 2000 het Institute for Social Studies in Paramaribo op en noemde het naar hun vader.